# Búsqueda de rentas

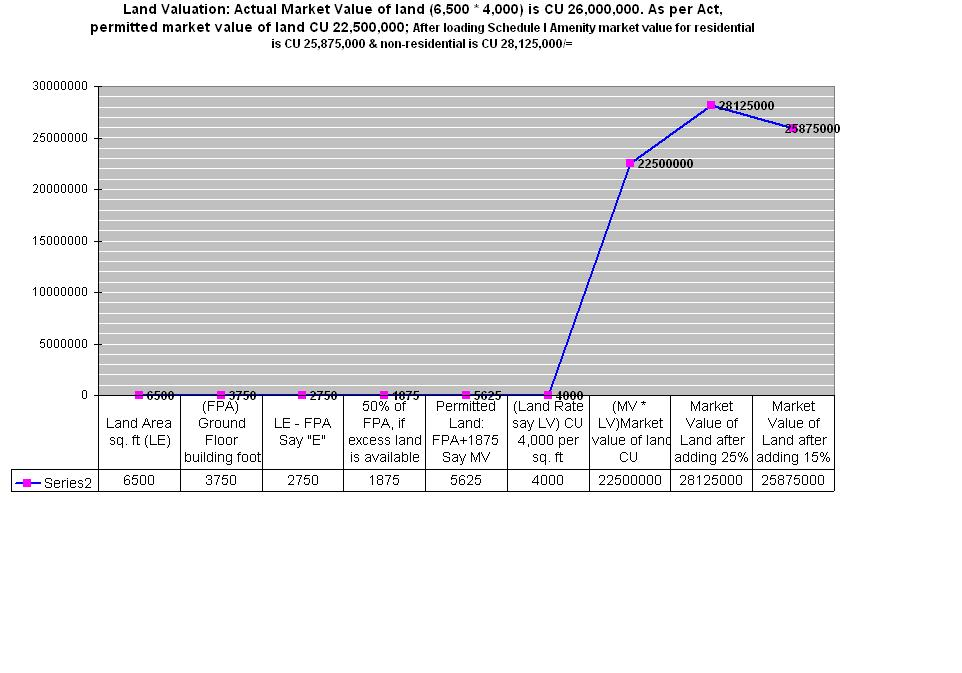
Alquiler Valoración-Terreno

En la teoría de la elección pública, se entiende por búsqueda de rentas (del inglés rent-seeking) la situación que se produce cuando un individuo, organización o empresa busca obtener ingresos captando renta económica a través de la manipulación o explotación del entorno político o económico, en lugar de obtener beneficios a través de transacciones económicas y producción de riqueza añadida.
La mayoría de los estudios de búsqueda de rentas se centran en los esfuerzos para captar privilegios especiales en monopolios, como la regulación gubernamental de la libre competencia de empresas; aunque el término se deriva de la práctica más antigua y establecida de apropiarse de una porción de la producción mediante la obtención de la propiedad o el control de la tierra.

## Descripción del concepto
La búsqueda de rentas por lo general implica la extracción de valor no recompensado a otros sin hacer ninguna contribución a la productividad, como obtener el control de tierras y otros recursos naturales preexistentes, o mediante la imposición de regulaciones onerosas u otras decisiones gubernamentales que puedan afectar a los consumidores o empresas.
Si bien puede haber pocas personas en los países industrializados modernos que no ganen algo, directa o indirectamente, a través de una u otra forma de renta, la acumulación de búsqueda de rentas puede imponer pérdidas sustanciales a la sociedad.
Los estudios de búsqueda de renta se centran en los esfuerzos para captar privilegios de monopolio especiales, tales como la regulación gubernamental de la competencia de la libre empresa.
El término búsqueda de renta por privilegio de monopolio es una etiqueta de uso frecuente para el primer tipo de búsqueda de rentas. A menudo se citan ejemplos que incluyen un lobby agrícola que busca la protección arancelaria o un grupo de presión de la industria del entretenimiento que tiene por objeto la ampliación del alcance del derecho de autor. Otro caso de rent seeking se suele asociar con los esfuerzos para causar una redistribución de la riqueza, por ejemplo cambiando la carga impositiva del gobierno o la asignación del gasto público. [cita requerida]

## Desarrollo de la teoría
El fenómeno de la búsqueda de rentas fue identificado formalmente por primera vez en relación con los monopolios por Gordon Tullock, en un documento de 1967. El término rent seeking, sin embargo, fue acuñado en 1974 por Anne Krueger en otro influyente estudio. La palabra renta en este sentido no es directamente equivalente a su uso habitual, es decir, un pago en un contrato de arrendamiento, sino que se deriva de la división de Adam Smith de los ingresos en beneficios, salarios y renta. La búsqueda de rentas se distingue en teoría del comportamiento de la búsqueda de lucro en los que las entes tratan de extraer valor mediante la participación en transacciones mutuamente beneficiosas. Los críticos del concepto señalan que en la práctica puede haber dificultades para distinguir entre búsqueda de lucro beneficioso y captación de rentas perjudicial. A menudo, una distinción se hace entre las rentas obtenidas legalmente por el poder político y los ingresos producto de delitos contra el derecho común ley privado como el fraude, la malversación y el robo. Este punto de vista diferencia entre las "ganancia" obtenidas por consenso, a través de una transacción de mutuo acuerdo entre dos entidades (comprador y vendedor), y el producto del delito de derecho común, no consensuado, mediante la fuerza o el fraude infligido a una de las partes por otro.
La renta, a diferencia de estos dos, se obtiene cuando un tercero priva a uno de acceso a oportunidades de transacción que de otro modo serían accesibles, haciendo nominalmente las transacciones «consensuadas» una oportunidad de captura de renta para el tercero.
Los beneficios anormales del tráfico de drogas ilegales se consideran rentas por esta definición, ya que no son ni legales ni los beneficios producto de delitos de derecho común. Las licencias de taxi son otro ejemplo común de búsqueda de rentas. En la medida en que la concesión de licencias limita la oferta global de servicios de taxi (en lugar de garantizar la competencia o la calidad), prohíbiendo la competencia con los taxis sin licencia, hace la transacción, que de otro modo sería consensuada, con el servicio de taxi una transferencia forzosa de riqueza de los pasajeros al titular de la licencia.
La captura de renta se lleva a cabo a menudo en forma de grupos de presión para la regulación económica, como los aranceles. Captura del regulador es un concepto relacionado que se refiere a la colusión entre las empresas y los organismos gubernamentales asignados a regularles, lo que se considera que habilita un comportamiento de captura de rentas, sobre todo cuando la agencia del gobierno debe confiar en las empresas para el conocimiento sobre el mercado.
El concepto de búsqueda de rentas se ha aplicado a la corrupción de los burócratas que solicitan y extraen «sobornos» o «rentas» por usar su autoridad legal discrecional para la concesión de beneficios legítimos o ilegítimos a los clientes. Por ejemplo, las autoridades fiscales podrían aceptar sobornos para aliviar la carga fiscal de los contribuyentes. Faizul Latif Chowdhury sugirió que "el soborno es una especie de búsqueda de rentas por los funcionarios del gobierno."

## Posibles consecuencias
Desde un punto de vista teórico, el riesgo moral de la búsqueda de rentas puede ser considerable. Si "comprar" en un entorno regulador favorable es más barato que la construcción de una producción más eficiente, una empresa puede elegir la primera opción, obteniendo ingresos por completo ajenos a cualquier contribución a la riqueza total o el bienestar. Esto da lugar a una asignación de los recursos subóptima- dinero gastado en grupos de presión y grupos de interés rivales — en lugar de en la investigación y el desarrollo, mejora de las prácticas de negocios, capacitación de los empleados, o de bienes de capital adicionales — lo que retarda el crecimiento económico. Así, afirmaciones de que una empresa es capturadora de rentas va acompañaada a menudo de denuncias de corrupción política, o la influencia indebida de grupos de presión.
La búsqueda de rentas puede ser iniciada por agentes del gobierno, al solicitar éstos sobornos u otros favores de los individuos o empresas que pueden beneficiarse de tener privilegios económicos especiales, lo que abre la posibilidad a la explotación de los consumidores. Se ha demostrado que la captación de rentas por la burocracia puede hacer subir el costo de producción de los bienes públicos. También se ha demostrado que la captación de rentas por parte de los inspectores de hacienda pueden causar pérdida de ingresos al erario público.
La búsqueda de rentas, en términos de renta sobre la tierra, aparece en la teoría económica georgista, donde el valor de la tierra se atribuye principalmente a la prestación de los servicios públicos y la infraestructura (por ejemplo, la construcción de carreteras, el suministro de las escuelas públicas, el mantenimiento de la paz y el orden, etc) y la comunidad en general, más que como resultado de cualquier acción o contribución por el propietario.